# Kelli Berglund
Kelli Berglund est une actrice, danseuse et chanteuse américaine, née le 9 février 1996 à Moorpark en Californie.
Elle est surtout connue pour son rôle de Bree Davenport dans la série Disney XD Les Bio-Teens. En 2014, elle joue le rôle de Mae Hartley dans le Disney Channel Original Movie Le Garçon idéal aux côtés de China Anne McClain. Elle joue aussi le rôle d'Angel dans Lovin' Brooklyn.

## Biographie
Originaire de Californie, Berglund réside dans Moorpark, en Californie, avec ses parents, Mark et Michelle Berglund, et sa sœur cadette, Kirra, qui est une excellente danseuse. Elle est diplômée au programme d'étude indépendant de Moorpark High School. Dans ses temps libres, elle aime nager, passer du temps avec sa sœur, la danse, le montage vidéo, la photographie et la création de films originaux sur son ordinateur. Elle fait 1,63 m.

### Carrière
Berglund commence sa carrière en 2006 à l'âge de 10 ans quand elle apparaît dans le film indépendant Bye Bye Benjamin. De 2006 à 2007, Berglund joue son propre rôle dans cinq épisodes de Hip Hop Harry. Elle joue aussi dans des publicités pour Old Navy, Hyundai, Bratz, McDonald's et Mattel et d'autres. Elle incarne aussi le rôle de Sloane Jennings dans un épisode de Tatami Academy où elle interprète la chanson Had Me @ Hello en duo avec Olivia Holt,.
Sa carrière commence véritablement lorsqu'elle décroche l'un des rôles principaux dans la série télévisée américaine de Disney XD Les Bio-Teens, où elle incarne Bree Davenport aux côtés des acteurs Spencer Boldman, Billy Unger et Tyrel Jackson Williams. Grâce à ce succès, elle est invitée dans plusieurs émissions comme Disney XD's My Life ou Look of the Week...
Le 20 juillet 2014, Berglund prête sa voix pour le Disney Channel Circle of Stars en réalisant un cover de Do You Want to Build a Snowman?.
En 2014, elle décroche deux rôles : le premier est celui de Mae Hartley dans le Disney Channel Original Movie Le Garçon idéal aux côtés de China Anne McClain (où elle interprète aussi la chanson Something Real), et celui d'Angel dans le téléfilm Lovin' Brooklyn aux côtés de Maksim Chmerkovskiy et Daniella Monet. En tant que danseuse, elle danse du hip-hop, jazz ou encore des claquettes. Après la fin de production de la série Les Bio-Teens, elle conserve son rôle de Bree Davenport dans la nouvelle série dérivée intitulé Les Bio-Teens : Forces spéciales, combinant Les Bio-Teens et Mighty Med, super urgences.

## Filmographie

### Télévision
- 2006 : Bye Bye Benjamin : Une invitée à la fête d'anniversaire
- 2006-2007 : Hip Hop Harry : Elle-même
- 2012 : Disney XD's My Life : Elle-même
- 2012 : Look of the Week : Elle-même
- 2012 : 81st Annual Hollywood Christmas Parade : Elle-même
- 2012-2016 : Les Bio-Teens : Breanna «Bree» Davenport
- 2013 : Tatami Academy : Sloane Jennings
- 2013 : Disney XD XTRA : Elle-même
- 2013 : Stump'd : Elle-même
- 2013 : Grizzly Cup : Elle-même
- 2014 : Le Garçon idéal : Mae Hartley
- 2015 : Lovin' Brooklyn : Angel
- 2016 : Les Bio-Teens : Forces spéciales : Breanna "Bree" Davenport
- 2019 : Now Apocalypse : Carly
- 2021 : Heels : Crystal Tyler

### Cinéma
- 2016 : Raising the Bar : Kelly Johnson
- 2016 : Dolly Parton's Christmas of Many Colors: Circle of Love (en) : Willadeene Parton, la sœur de Dolly Parton
- 2018 : Going for Gold : Emma Wilson
- 2021 : Cherry d'Anthony et Joe Russo : Madison Kowalski

## Discographie
| Année | Titre                           | Duo                                | Film ou série   |
| ----- | ------------------------------- | ---------------------------------- | --------------- |
| 2013  | Had Me @ Hello                  | Olivia Holt                        | Tatami Academy  |
| 2014  | Do You Want to Build a Snowman? | Avec les acteurs de Disney Channel |                 |
| 2014  | Love You Like a Love Song       | Marshall Williams                  | Le Garçon idéal |
| 2014  | Something Real                  | China Anne McClain                 | Le Garçon idéal |